# Вышеградский туннель

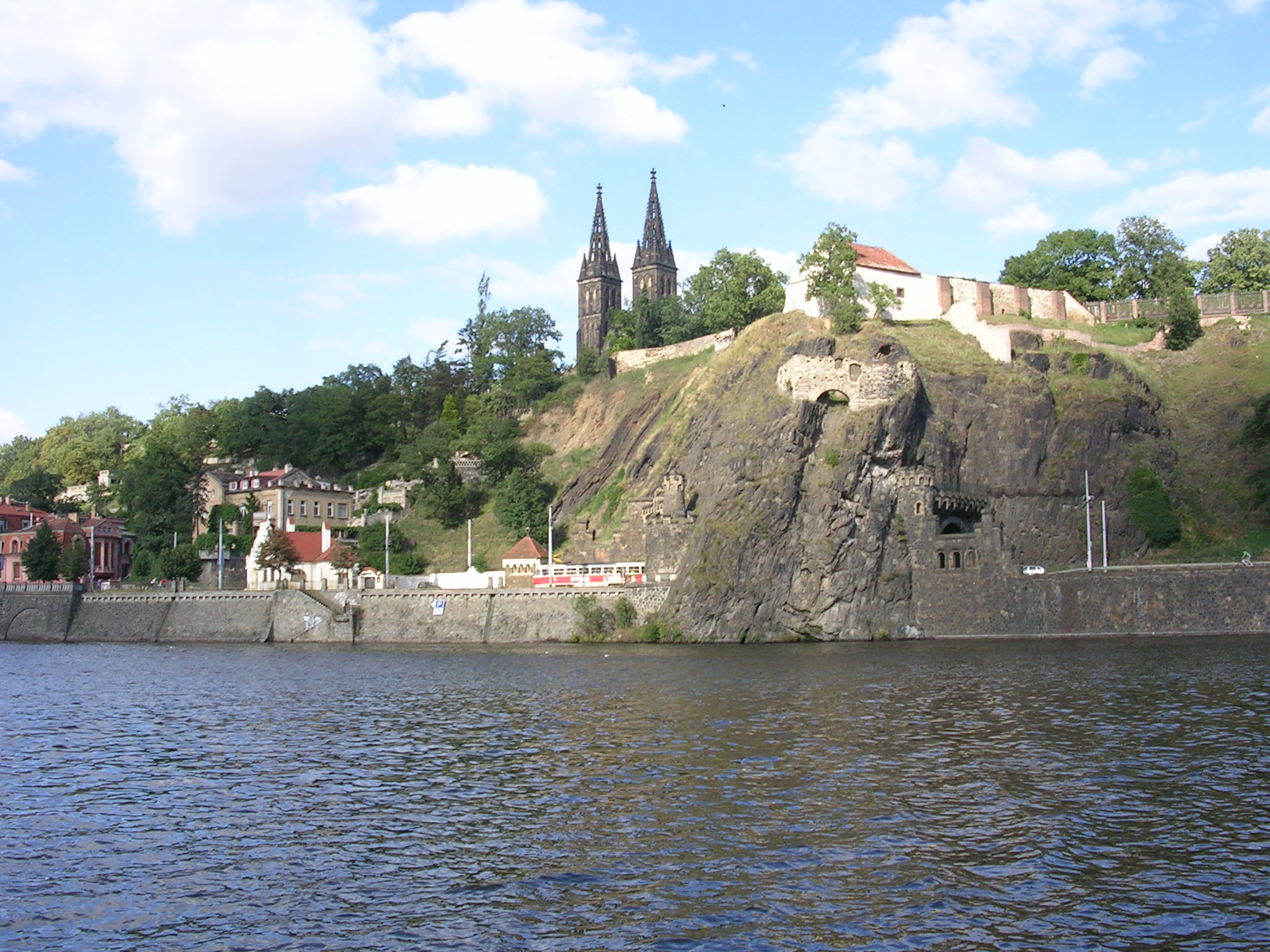
Вид со стороны реки

Вышеградский туннель (чеш. Vyšehradský tunel) — туннель в Вышеградской скале в Праге, самый старый нежелезнодорожный пражский туннель. Длина всего 34 метра (высота 5 метров, ширина 9).
Сооружение находится в Праге 2 в Нове-Месте на границе с Прагой 4. Через туннель можно попасть из центра Праги в районы Подоли, Браник, Ходковички и Модржаны, иначе обходной путь затруднителен: через Панкрац, по воде или через мосты по другому берегу Влтавы.
Туннель построен в 1905 году по проекту Вацлава Дворжака и Франтишка Велиха. Первоначальный проект включал помост вокруг скалы над Влтавой, но по рекомендации защитников охраны культуры эта идея обзорной площадки реализована не была. С 1910 года туннелем проложена трамвайная линия.
Входной портал украшен зубцами и башнями в «псевдозамковом» стиле, этим туннель отличается от других подобных строений в Праге. На северной стороне прикреплена памятная доска чешскому геологу Я. Крейчи.